# Коротка енциклопедія домашнього господарства
Краткая энциклопедия домашнего хозяйства (скор. КЭДХ; укр. Коротка енциклопедія домашнього господарства; КЕДГ) — двотомне (з 1966 року — однотомне) радянське науково-популярне енциклопедичне видання видавництва «Советская энциклопедия» про побут. Перевидане багато разів (протягом 1959—1998 років).
Головним завданням енциклопедії домашнього господарства вказано «допомогти радянським людям краще організувати свій побут та дозвілля».
Перше видання надруковано в 1959 році (1958), останнє радянське — у 1990, після розпаду СРСР у 1993 та 1998 — видавництвом «Большая российская энциклопедия» спадкоємцем «СЭ». Через великий попит (1960-ті) видавництво також друкувало додаткові тиражі.
Вартість енциклопедії до фінансової реформи 1961 року — 25 карбованців, після — 2,5 карбованці. 

## Передумови
У другому томі «Книгоиздательство в СССР, 1917—1964» видання «400 лет русского книгопечатания, 1564—1964» зазначено: «В умовах зростання матеріального добробуту радянського народу з'явився великий попит на побутові довідники з питань влаштування квартири, організації харчування, дозвілля і т. д.».
У передмові до видання 1960 року зазначено, що «велична програма будівництва комунізму передбачає прискорений розвиток народного господарства СРСР та істотне підвищення добробуту радянського народу». За офіційними даними, щороку спостерігається розширення промисловості, насамперед важкої, зростання національного доходу та збільшення обсягів виробництва товарів народного споживання; особливо інтенсивно розвивається хімічна промисловість, яка забезпечує виготовлення тканин із синтетичних волокон, взуття із замінників шкіри, а також широкого асортименту виробів із пластмаси. Увага приділяється покращенню житлових умов: мільйони громадян отримують нові квартири. Побут сімей оснащується побутовою технікою — холодильниками, пральними машинами, електричними та газовими приладами, що сприяє полегшенню домашньої праці.
Через скорочення тривалості робочого дня до 7 і 6 годин та поетапним переходом з 1964 року на п'ятиденний робочий тиждень із двома вихідними днями, громадяни отримують більше можливостей для культурного дозвілля. У країні активно розвиваються спорт, туризм, альпінізм, удосконалюється система медичного обслуговування, розширюється мережа санаторно-курортних закладів і будинків відпочинку.

## Зміст
Словникові статті розташовані в алфавітному порядку, мають необхідний довідковий матеріал, уніфіковані, поєднують у собі універсальність та авторитетність знання з популярним характером викладу. Своєрідність цієї енциклопедії полягає у наявності корисних порад, технічних інструкцій і нормативних положень.
Уміщує оглядові статті з різних тем:
- правильне харчування дорослих та дітей, характеристики харчових продуктів, дані про прилади, апарати, пристрої, господарський інвентар та посуд;
- тканини та питання їх раціонального використання, креслення викрійок, крою та шиття одягу та білизни, в'язання та вишивання, догляд за одягом, а також деякі довідки про хутро та хутряні вироби;
- підбір та розташування меблів, предмети для обладнання квартири та її ремонту, вибір шпалер, поєднання фарб при фарбуванні стін, види ремонту житлових приміщень, дачні споруди;
- гігієна побуту, догляд за шкірою обличчя та волоссям;
- масові види спорту та спортивні ігри;
- туризм, мисливство, рибальство;
- надання першої медичної допомоги, допомога при деяких захворюваннях, домашній догляд за хворими;
- кімнатні рослини, озеленення дворів, індивідуальне та колективне садівництво та городництво;
- утримання собак, кішок, голубів, співочих птахів;
- домашні ремесла та вироби, у тому числі виготовлення іграшок у домашніх умовах;
- юридичні довідки з житлового законодавства, пенсій та інших побутових питань тощо[5].

Обсяг статей включає від декількох рядків визначення (наприклад, «асортимент») до 5-7 сторінок технічних інструкцій або практичних порад (наприклад, «карнавальний костюм»). Словникова стаття, як правило, містить інформаційний та рекомендаційно-нормуючий компоненти (наприклад, дефініцію та норми експлуатації, або класифікацію та асортимент).
Видання ілюстроване чорно-білими та кольоровими зображеннями, всього сторінок з ілюстраціями у першому виданні понад 100.
Видання 1984 підготовано на основі шести видань, що вийшли в період із 1959 по 1979 рік, значно перероблено та доповнено новими відомостями; всього понад 1000 статей.
Видання 1990 року доповнено на той час сучасними термінами, як от «відеокліп», «дискета», «дисковод», «декодер», «компакт-диск», «плеєр», «відеоплеєр», «тюнер», «еквалайзер» тощо.
Видання 1993 та 1998 років суттєво не відрізнялися, з 1984 головним редактором був І. М. Терехов.

## Авторський колектив
В укладанні взяло участь близько 200 фахівців — докторів та кандидатів наук, працівників НДІ, інженерів, лікарів, товарознавців, художників-модельєрів, діячів спорту тощо.

### Редколегія та редакція (1959)
- Члени: А. Б. Бондаренко, Л. Ф. Власов, М. О. Ліфшиць, Б. М. Миловидов, О. П. Молчанова, В. Е. Нізе, В. І. Попков, А. Б. Салтиков,  Н. Н. Шульгіна;
- Відповідальний редактор: А. І. Ревін; Завідувач редакції: І. М. Скворцов.
- Редакція: І. М. Скворцов, Г. А. Брагилевський, С. М. Ващинська, А. Л. Грекулова, М. І. Дєєва, М. О. Ліфшиць, О. К. Луньова, В. Л. Морина, Б. Н. Ширін.[5]

### Редактори (з 1962)
- 1962: Я. І. Бошкатов, О. Г. Бояр, Л. Ф. Власов, та інші[17];
- 1966: відповідальний редактор А. І. Ревін[18];
  - 1969: під редакцією А. І. Ревіна[19];
- 1976, 1979: під редакцією А. Ф. Ахабадзе, А. Л.  Грекулова[20][21];
- 1984—1998: головний редактор І. М. Терехов[15][10].

## Оцінки
Шмушкіс Ю. Є. у виданні «Радянські енциклопедії: Нариси історії. Питання методики» (1975) згадує «КЕДГ» серед масових видань, які «користуються успіхом».
Вісник Академії наук СРСР (1992) характеризував видання як «суто прагматичне».
Двадцять сьомий випуск альманаху «Філософський вік» (2004) включає матеріали міжнародної наукової конференції «Енциклопедія як форма універсального знання: від епохи Просвітництва до епохи Інтернету», зокрема статтю Орлової Г. А. «Радянський побутовий енциклопедизм: 50-ті», яка називає «КЕДГ» «фоліантом, який містить вичерпні відомості про різні аспекти повсякденності» та відповідає загальноприйнятому стандарту енциклопедичних видань. Підсумовуючи авторка зазначає, «у Короткій енциклопедії домашнього господарства світ постає як простір побутування радянської людини, де все призначене для утилітарного використання (наприклад, стаття про співочих птахів повідомляє лише, що вони розвивають спостережливість та їх тримають в клітках). Це, безперечно, світ, замкнутий у географічних межах СРСР (наприклад, про апельсини сказано, що у Радянському Союзі розводять сорт «місцевий» і меншою мірою сорт «Вашингтон невл») та його ж споживчих стандартах».
Орлов І. Б. у виданні «Радянська повсякденність: історичний та соціологічний аспекти становлення» (2010) стверджує, що «появу енциклопедії можна розцінювати як свідчення інституціоналізації процесу організації радянського побуту у вигляді універсальних знань, запущеного культурною революцією 1920-х років», повторюючи тезу Орлової Г. А. зі статті 2004 року.
Голіцин А. М. у книзі «Екологія вашого будинку» (2013) відзначає, що «про інтер'єр та обладнання квартири написано чимало книг», «всеосяжним» виданням із цього питання він називає «КЕДГ» (1990), яку рекомендує «мати у кожному будинку».